# Matías Kranevitter
Claudio Matías Kranevitter (São Miguel de Tucumã, 5 de maio de 1993) é um futebolista argentino que atua como volante. Atualmente, joga pelo River Plate.

## Clubes

### San Martín de Tucumán
Matías começou a jogar futebol nas categorias infantis do San Martín de Tucumán, clube do qual saiu aos 14 anos de idade pela impossibilidade de pagar as taxas exigidas pelo clube. Kranevitter viria a iniciar sua carreira nas categorias de base do River Plate. 

### River Plate
Kranevitter participou da Copa Libertadores da América Sub-20 de 2012  pelo River Plate, tendo boas aparições na maioria das partidas, Kranevitter e o River se consagrariam campeões da competição, ao bater o Defensor, na grande final.
Estreou profissionalmente no River Plate na 18ª rodada do Torneio Inicial do Campeonato Argentino de 2012/2013  na vitória por 1-0 sobre o Lanús com o treinador Gustavo Zapata.

### Atlético de Madrid
No dia 28 de agosto de 2015 concluiu-se a negociação entre o Atlético de Madrid e o River Plate e o jogador se juntaria ao clube espanhol em janeiro de 2016, após a participação do River no Mundial de Clubes. Apresentou-se 8 de janeiro com a camisa 8.

### Sevilla
Em 11 de julho de 2016 foi oficializado seu empréstimo ao Sevilla até o final da temporada 2016–17.

### Seleção Nacional
Estreou pela Seleção Argentina principal em 4 de setembro de 2015 em partida amistosa contra a Bolívia.

## Títulos
River Plate
- Copa Libertadores Sub-20: 2012
- Campeonato Argentino: 2014, 2023
- Copa Sul-Americana: 2014
- Recopa Sul-Americana: 2015
- Copa Libertadores: 2015
- Copa Suruga Bank: 2015
- Trofeo de Campeones: 2023
- Supercopa Argentina: 2023

Zenit
- Campeonato Russo: 2018–19